# 第一次世界大戰對中國的影響
第一次世界大戰给中國造成了深遠的影响。中華民國北京政府自1917年8月通過《對德宣戰案》參與第一次世界大戰，擴大了中國參與國際社會的機會，促進了中國工業，改善了出口貿易，「成為中國近代史上的一個里程碑及重要轉折點」。戰爭後大日本帝国佔領德意志帝國在山東的租借地，使中華民國喪失青岛港的主權，引發了中國學生運動、中國反日情緒以及中國民族主義，造成了五四運動，部分知識份子引進了馬克思主義，派赴歐洲的中国劳工旅則帶回了勞工運動的經驗。

## 傷亡

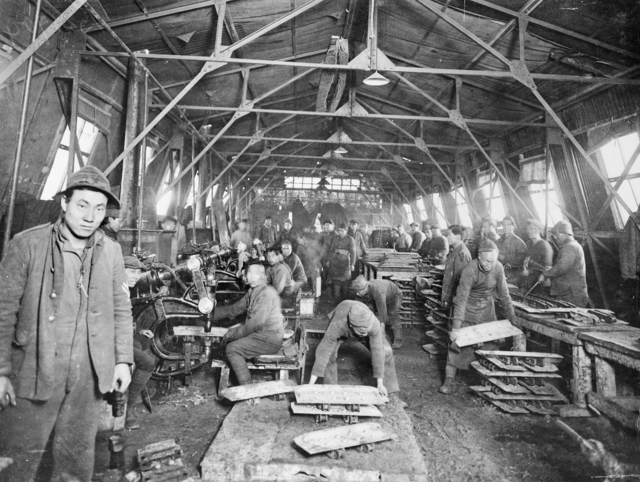
為英軍進行維修工作的一戰華工

1917年8月，段祺瑞掌權的中華民國北京政府和中華民國第一屆國會幾經拉鋸終於通過《對德宣戰案》，期望收回德國在山東的權益和租界:374。中華民國派遣中国劳工旅，在英屬香港中轉到西歐，在公路、鐵路、礦山、農田、森林、兵工廠、彈藥庫和兵營工作:43，14萬華工中，因在赴歐途中受德國潛艇攻擊，或死於歐洲，約有5千人捐軀:47。戰爭期間，俄國從中國招聘了約16萬以上的勞工，他們工作環境惡劣，待遇艱苦:461, 471，據報有7千人在前線死於德軍手下:72。

## 領土與主權

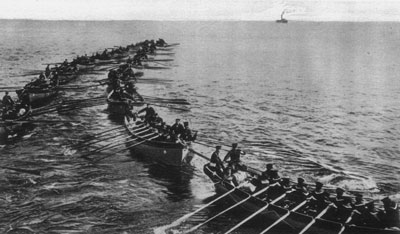
日軍在青島登陸

第一次世界大戰期間，列強在中華民國的勢力均勢瓦解，日本利用列強無暇他顧之際，欲納中華民國為其勢力範圍:44，鞏固其在東亞地區的利益。1914年9月，日本向德國宣戰，封鎖了德國租借地境內的青島，計劃從後方進攻德軍炮台，要派軍通過中華民國領土:107-108，並承諾日後將把膠州灣交還中華民國:189。時任中華民國大總統袁世凱宣佈中立，並禁止兩軍在中國領土交戰，但在日本威脅下，承認山東東部為交戰區。日本派軍27,000名:167，在山東半島北岸登陸，但沒有集中兵力攻打膠州灣炮台，反而佔領濰縣，並西進佔領至濟南的山東鐵路全線，隨後佔領青島。德國投降以後，日軍仍駐紥於鐵路沿線。這時中華民國孤立無援，英國、俄國都默許日本的入侵，美國即使同情中華民國，也不願與日本對立:108-109。
一戰使中華民國一度喪失山東的權益，形成山東問題。1915年1月18日，日本呈交《二十一條》要求給袁世凱，保證如袁接受，日本將控制在日的中國革命黨人:109。《二十一條》第1號，就是日本繼承德國在山東的權益。經過長期磋商，美國隨後介入反對，袁世凱堅決拒絕《二十一條》中第5號，5月4日談判破裂，日本繼而放棄第5號各條，於5月7日向中華民國發出最後通牒，威脅若不接受即開戰。當時在南滿與山東日軍共有6萬名，袁世凱自知並不具備對日開戰的力量:168, 170，5月9日終於接受。1917年1月，英國請求日本海軍到大西洋助戰，日本則要求英國支持日本享有德國在山東的一切權益，以及佔有赤道以北的德國領地。日本向俄國、法國和意大利亦提出同樣要求，四國都秘密承諾，日後在和會支持日本的要求:110, 114。戰後巴黎和會上，列強決定把膠州灣及德國在山東原先享有的一切權益，完全轉讓日本，中華民國代表團力爭無效:164, 168。直至1921—1922年的華盛頓會議後，日本把膠州灣地區還與中華民國、將膠濟鐵路全部移交中華民國，并從山東撤出所有軍隊，中日方才解決山東問題:119。

## 民族情緒

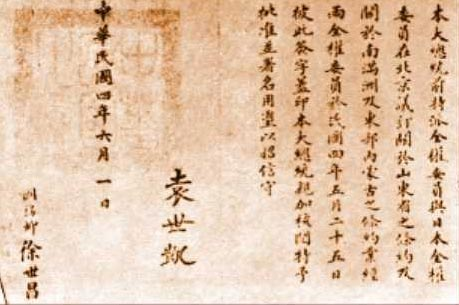
《二十一條》文件

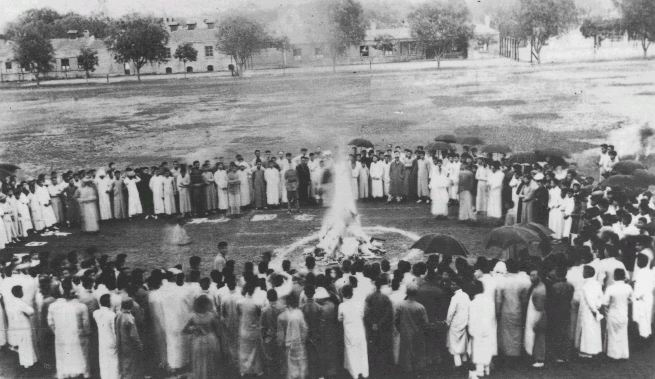
五四運動時期抵制日貨

日本入侵山東後，東南亞華僑開始抵制日貨，其後波及全國。在日中國留學生提出抗議，全體回國，國內發起籌款運動，準備對日作戰:171。《二十一條》前4號日本要求控制山東、滿洲、內蒙、東南沿海及長江流域，而最苛刻的第5號，要求中國在政治、財政、軍事和治安方面僱用日本顧問，而且至少一半軍火要向日本購買:496，暴露出日本的侵略野心:432；反對聲音全國可聞，群情激憤，幾乎所有報紙都強烈抗日，29省都督向中央呼籲拒絕《二十一條》。1915年3月18日，上海公共租界舉行反日集會，參加者數萬人，開始抵制日貨；抵制運動並傳播到長江沿岸和北方其他城市，上海、北京、杭州、長沙、廣州都成立了抵制運動的組織，使日本對華貿易遭受空前損失。5月7日和9日成為國恥紀念日，「勿忘國恥」的標語觸目可見，貼於牆上，附於商標或印在信紙信封:24, 26-27，各地舉行不忘「民族恥辱」的示威和集會。部份知識份子原本立志參考日本模式推行改革，從此卻與日本決裂:170-171。
一戰引發中華民國人強烈的愛國與民族主義情緒，啟動了對中國政治史和中國學生運動史都影響深遠的五四運動:92。《二十一條》激發的屈辱感，使年輕人開始嚴肅思考民族存亡的問題，甚至思考傳統文明應否作根本徹底的改革:7, 27。1919年，巴黎和會決定依照戰時日本與英國、法國、意大利的秘密協議，讓日本繼承德國在山東的特權，這決定被中方視為公然違背了公開外交、民族自決的威爾遜原則:147。5月4日，北京12所學校3千多個學生在天安門集會，反對凡爾賽條約，抗議北洋政府1918年與日本秘密勾結，允許日本繼續佔據山東。示威者襲擊親日官員，燒燬內閣次長的住宅，要打倒曹汝霖、陸宗輿、章宗祥三個被指責為「賣國賊」的官員:147。北洋政府逮捕了數百名學生，喚起全國性的愛國運動，200多個地區爆發學生運動，上海商人罷市一星期，約40家工廠工人罷工。這是中國民族主義新的表達方式:432；結果中華民國代表拒絕了對德和約。五四運動成為中國思想革命的催化劑，部份極度失望的知識份子，在俄國十月革命影響下，轉向信奉馬克思主義:506。許多知識份子投身於文化改革，寄望以新文化運動挽救中國:267，主張解放舊思想、舊道德、舊價值和肯定人權，採用白話文和創作新文學。五四運動被視為中國的文藝復興:512。民族主義和文化改革，此後共同把中國帶往新方向:379。

## 思想

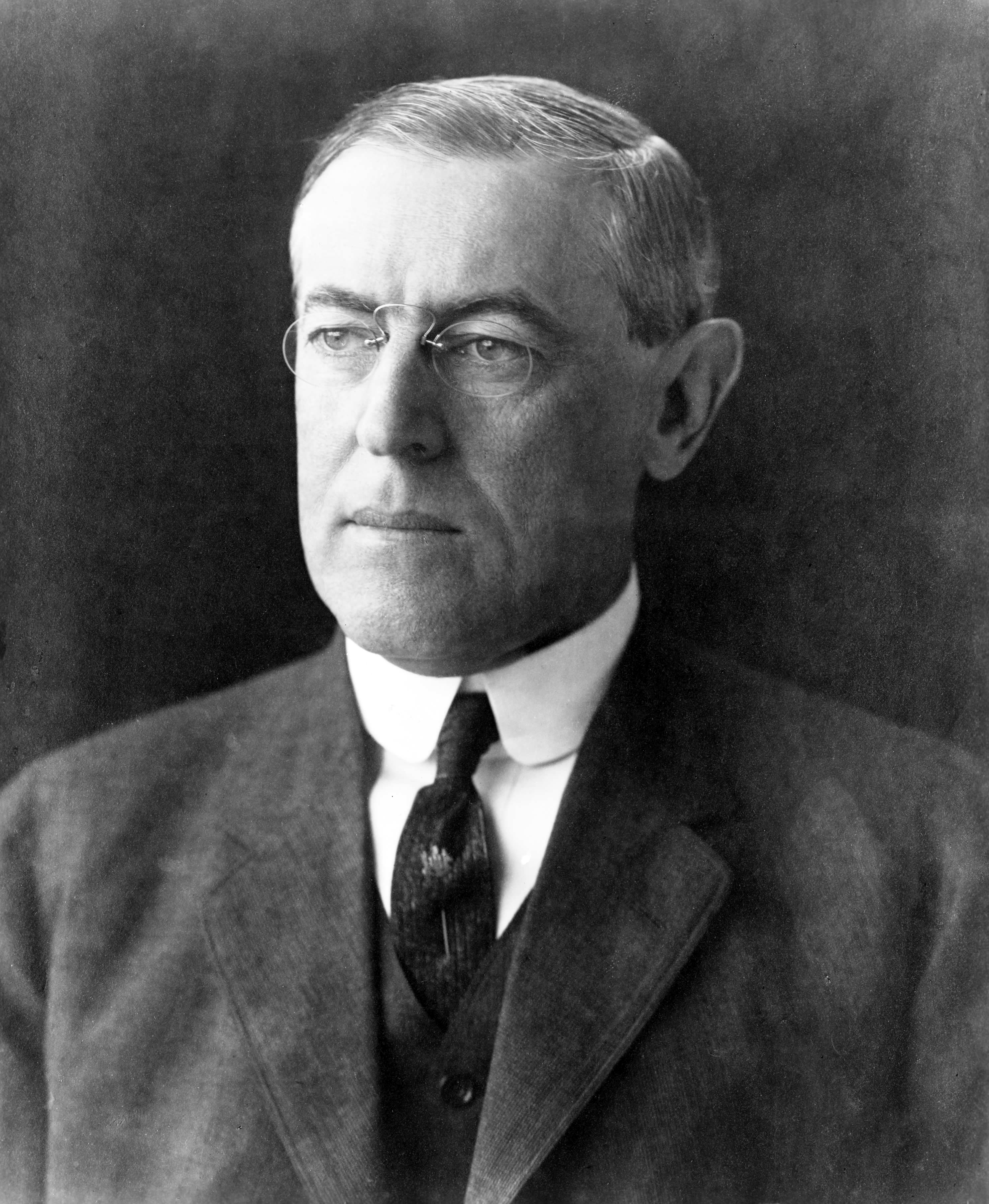
美國總統伍德羅·威爾遜，其十四點和平原則給中華民國帶來希望

一戰之後，「民族自決」的精神席捲了全球，直接鞏固了中國民族主義。美國總統伍德羅·威爾遜提倡政治理想主義，主張廢止秘密外交，保障小國政治獨立，民族自決，吸引了許多中國知識份子，增強了中國人的希望:11。威爾遜的理想主義和十四點和平原則，使許多人相信世界民主終於來臨:504，寄望戰後列強會有公正裁決。當列強在巴黎和會上重新確立其殖民政策時，中國大失所望，使民族主義空前高漲:114, 11。激進知識份子日益痛恨西方資本主義和帝國主義對中華民國的侵害，不再信奉英、美模式的民主體制，加速轉向馬克思主義:550-551。
一戰導致許多知識份子對西方文明的失望，戰後部份歐洲知識份子持悲觀情緒，認為戰爭是物質和科學文明的結果:449。戰爭的殘暴與巨大傷亡，呈現西方「文明」與「野蠻」共存的現象，使中國知識份子對西方文明由敬畏轉為懷疑，由樂觀轉為悲觀，有「西洋文明破產」之說:92, 140，意識到西方文明的弱點。戰前中國流行的社會達爾文主義不再是思想主流:546-547，梁啟超首先質疑「科學萬能」的夢想，張君勱則指出西方文明在戰後已受西方人懷疑，中國應珍惜自己的精神文明，引起知識份子間的「科玄論戰」:455, 457。

## 內政
一戰一度增強了段祺瑞掌權的中華民國北京政府的實力。日本在山東的權益得到列國確認後，鼓勵中華民國參戰，並以西原借款利誘總理段祺瑞。1917年8月14日，中華民國通過《對德宣戰案》參與第一次世界大戰，日本決定經濟援助段祺瑞，同時禁止向南方國民黨提供任何貨款、武器或援助。1917年－1918年，日本向北洋政府提供八筆貸款，總數約14,500萬日元，約合7,250萬美元:115；貸款段祺瑞都用作擴充軍備:182。段祺瑞亦鞏固了在中華民國第一屆國會中的勢力，其參謀徐樹錚成立安福俱樂部，實力強大，收買了許多國會議員，佔據許多部門要職:98。日本雖然在財政上增強段祺瑞，但其政權1920年即被推翻:116。

## 外交

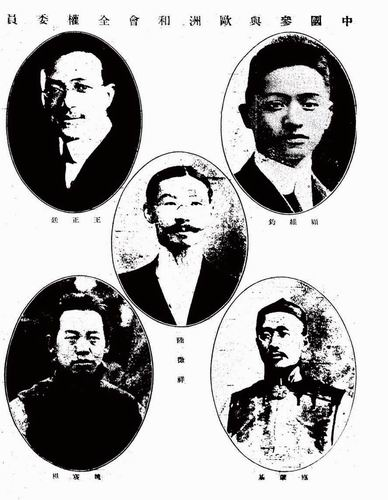
出席巴黎和會的中華民國代表，右上為顧維鈞

一戰促使列強長期以來在中國維持的勢力均衡瀕於瓦解，為中國人尋求新的國家認同，以及積極參與國際社會提供有利的國際條件，中華民國開始成為國際社會平等的一員。中華民國通過《對德宣戰案》參與第一次世界大戰，開始收復自鴉片戰爭以來失去的國家主權，廢除與德、奧兩國所定的一切不平等條約，收回兩國在中國的租界，並終止支付德、奧庚子賠款，取消兩國治外法權。中國戰後躋身巴黎和會，參與國際新秩序的建設:46，簽訂與奧地利條約，自動成為國際聯盟的一員:506。中國代表拒簽凡爾賽條約，敢於向西方舊世界說「不」，開創了中國政府在國際事務中向列強抗爭，維護中國主權的先例:197, 199。駐美公使顧維鈞成為起草國際聯盟憲章的十五人委員會成員之一。中德兩國1921年訂立《中德協約》，則是近代中國與歐洲大國簽訂的第一份界定雙邊關係的平等條約:47。

## 社會
一戰促進了中國勞工運動。赴歐一戰華工中有近3萬人是受過教育的，他們在歐洲組織工會，成立許多勞工組織，如工會、勞工社、儲蓄會、讀書會、自治會等等，謀求改善福利:43-44，得到基督教青年會和晏陽初等中國知識份子提供教育:377，舉行過20多次罷工。赴歐參戰的中国劳工旅受過工會組織洗禮，開始著重工人生活水平，回國後帶回勞工運動的經驗，組織和領導新工會，推動以後上海的工潮，五四運動期間協助上海工會的組織:45-46:186。在戰爭期間新興的工業和企業，造就了新的商人階層和勞動階層，也促進了中國勞工運動的發展:497。

## 經濟
中國本土企業趁著列強無暇東顧的機會，振興了經濟的發展。19世紀後期開始，西方列強以特權在中國傾銷其工業產品，中國工業沒有什麼擴張機會:8。一戰期間，歐洲列強忙於軍火生產，加上運輸車船短缺，減少對中國的出口，在中國的直接投資也十分少，為中國工業發展提供大好時機。在一戰及戰後幾年，華資工業有顯著增長：1913年有698家工廠，資本3億3千萬元，工人27萬名；到1920年，工廠增至1,759家，資本5億，工人55萬多名:47-48。為填補進口商品的不足，紡織、麵粉、絲綢、火柴、水泥、煙草等華資工廠開始繁榮起來:495，煙草、麵粉和紡織業的增長率，在1914－1920年分別達到37%、23%及17%，工業生產以年平均15%的速度高速增長:371，發展顯著，可說是工業史上的黃金時代:8。來自歐美的進口機布因戰爭而銳減，1918年英國棉坯布出口中國減至戰前的25%，日本棉布出口中國也因反《二十一條》的抵制日貨運動而未能增長。結果中國的棉坯布進口量，在1916年減至1913的約60%，減少了800萬匹。中國的織布業與紡織業都得以發展和成長，在低支紗（粗紗）領域增長尤其顯著，市場地位超越了日本紗:122, 233。但戰時中國很難從歐洲獲得機械設備，工業發展仍然有限。金融業方面，一戰時中國資金減少來自國外的投資，中國銀行業開始蓬勃發展，1918－1919年就建立了96家新銀行:798, 801。
一戰導致中國出口有所增長，戰爭提高了歐洲對食物和原料的需求，戰後重建也需要更多原料。第一次世界大战后，落后的社会制度和政策被淘汰，促进了中国各行各业的发展。经济发生了质的变化。棉纱行业一些数据的变化很好地证明了中国打破传统的经济模式，通过吸收外资来改善经济。在上海，1919年的出口值比前一年提高30%，外貿總值從1918年10.4億，上升到1923年16.7億:798-799。由於進口減少，出口增加，中國的貿易收支得到改善，一戰前1913年入超曾達2.1億兩，到1919年，由於出口激增，收支差距縮至1,600萬兩:190。一戰華工每人每月平均向中國滙款約20法郎，有助於中國的國計民生；華工受過訓練，視野較開闊，戰後回國，將簡單的工業常識傳佈於國內，並促進中國的工業化:184-186。

## 延伸閱讀
- 徐國琦. . 《杭州師範大學學報（社會科學版）》. 2016, 6: 27–33  [2017-11-10]. （原始内容存档于2017-11-15） （中文（简体））.
- 徐國琦. . 豆瓣讀書.   [2015-06-30]. （原始内容存档于2015-07-09） （中文（简体））.
- 徐国琦. . 《理論視野》. 2014, 7: 59–63  [2023-08-28]. （原始内容存档于2023-11-09） （中文（简体））.
- 罗志田. . 《中國社會科學》. 1999, 3: 20–35  [2023-08-28]. （原始内容存档于2023-11-09） （中文（简体））.